# Concertina

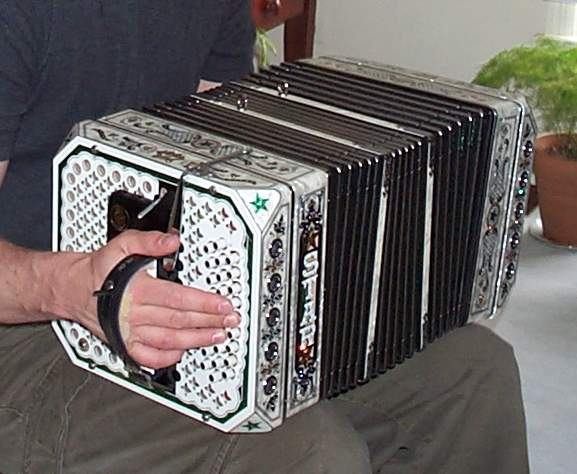
Concertina

Concertina eller konsertina är ett luftdrivet tangentinstrument som är en engelsk variant av dragspel. Det uppfanns 1829 av Sir Charles Wheatstone. Tonen alstras av tungor som sätts i rörelse.
Concertina har varit vanlig inom Frälsningsarmén.